# 小行星79144
小行星79144（79144 Cervantes）是一颗绕太阳运转的小行星，为主小行星带小行星。该小行星于1992年2月2日发现。
該小行星以西班牙小說家米格爾·德·塞凡提斯命名。

## 轨道参数
小行星79144的轨道半长轴为2.6406036 UA，离心率为0.332。